# Hyla chrysoscelis
Hyla chrysoscelis és una espècie de granota que es troba als Estats Units.